# Chrosiothes jocosus
Chrosiothes jocosus är en spindelart som först beskrevs av Willis J. Gertsch och Davis 1936.  Chrosiothes jocosus ingår i släktet Chrosiothes och familjen klotspindlar. Inga underarter finns listade i Catalogue of Life.